# Motilal Rajvansh
Motilal Rajvansh (4 de dezembro de 1910 – 17 de junho de 1965) foi um ator de cinema indiano e vencedor do prêmio de Melhor Ator Coadjuvante Filmfare por Devdas (1955) e Parakh (1960). Acredita-se que ele esteja entre os primeiros atores naturais do cinema hindi.
Ele também dirigiu o filme Chhoti Chhoti Baatein (1965), mas morreu antes de seu lançamento. No 13º National Film Awards, ganhou o prêmio de Certificado de Mérito pelo terceiro longa-metragem e ele ganhou postumamente o Certificado de Mérito pelo Melhor Escritor de História.

## Início da vida e antecedentes
Nascido em Shimla em 4 de dezembro de 1910, Motilal veio de uma família distinta. Seu pai era um renomado educador, que morreu quando Motilal tinha um ano de idade. Ele foi criado por seu tio, que era um conhecido cirurgião civil em Uttar Pradesh . No início, Moti foi enviado para uma escola de inglês em Shimla e, mais tarde, em Uttar Pradesh (UP). Depois disso, mudou-se para Delhi, onde continuou na escola e na faculdade.

## Carreira de ator
Motilal Rajvansh disse sobre sua carreira na tela com humor característico: 

Casou-se 100 vezes, morreu quase duas vezes, nunca nasceu, mas sempre foi derrubado por um pára-quedas.
Depois de deixar a faculdade, Moti chegou a Bombaim para se juntar à Marinha, mas adoeceu e não pôde comparecer ao teste. O destino tinha outras escolhas mapeadas para ele. Um dia, ele foi ver um filme no Sagar Studios, onde o diretor KP Ghosh estava filmando. Motilal, mesmo assim, era o homem da cidade e chamou a atenção de Ghosh. Em 1934 (aos 24 anos), foi-lhe oferecido o papel de herói em Shaher Ka Jadoo (1934) pela Sagar Film Company. Mais tarde, ele participou de vários dramas sociais bem sucedidos ao lado de Sabita Devi, incluindo o Dr. Madhurika (1935) e Kulvadhu (1937). Ele trabalhou com Mehboob Khan em Jagirdar (1937) e Hum Tum Aur Woh (1938) sob a bandeira de Sagar Movietone, em Taqdeer (1943) para Mehboob Productions, e Armaan (1942) e Kaliyan de Kidar Sharma. (1944). Ele também atuou no filme de SS Vasan, Paigham (1959) (Gemini Studios), e Jagte Raho (1956), de Raj Kapoor.
Em 1965, ele também atuou no filme Bhojpuri Solaho Singar Kare Dulhaniya.
Talvez o papel pelo qual ele recebeu a apreciação mais crítica tenha sido o do cavalheiro trapaceiro na adaptação de SS Vasan do livro de RK Narayan, Sr. Sampat (1952). Ele é mais lembrado por seu papel como "Chunni Babu" em Devdas de Bimal Roy (1955), pelo qual ele ganhou seu primeiro prêmio de Melhor Ator Coadjuvante em Filmfare. O ator Naseeruddin Shah certa vez o descreveu como um dos três melhores atores de todos os tempos do cinema hindi, enquanto outros são Balraj Sahni e Yakub.

## Vida pessoal
Motilal foi muito suave e polido, e mudou-se na alta sociedade, no final de sua vida ele estava em dificuldades financeiras. Embora um cavalheiro completo, ele gostava de jogos de azar e corridas, e morreu quase sem dinheiro em 1965.
Ele estava em um relacionamento há vários anos com a atriz Nadira. Mais tarde, ele se envolveu com a atriz Shobhna Samarth depois que ela se separou do marido, e ele interpretou o pai da filha real de Samarth, Nutan, em Hamari Beti, o filme de lançamento de Shobhana para Nutan. Ele também interpretou seu guardião em Anari, embora desta vez o papel tivesse um toque de vilão.

## Tributo
Amitabh Bachchan escreveu no prefácio de The Luminaries of Hindi Cinema : "Não há muito escrito em louvor a um grande e muito natural ator. Ele (Motilal) estava muito à frente de seus tempos. Se ele estivesse vivo hoje, sua versatilidade teria assegurado um lugar para ele até agora. Na verdade, ele estaria muito melhor do que muitos de nós".

## Filmografia

### Ator
1. Yeh Zindagi Kitni Haseen Hai (1966)
2. Chhoti Chhoti Baten (1965)
3. Waqt (1965)
4. Solaho Singar Kare Dulhaniya (Bhojpuri) (1965)
5. Ji Chahta Hai (1964)
6. Leader (1964)
7. Yeh Rastey Hain Pyar Ke (1963)
8. Asli-Naqli (1962)
9. Parakh (1960)
10. Anari (1959)
11. Paigham (1959)
12. Ab Dilli Dur Nahin (1957)
13. Jagte Raho (1956)
14. Devdas (1955)
15. Dhoon (1953)
16. Ek Do Teen (1953)
17. Apni Izzat (1952)
18. Mr. Sampat (1952)
19. Hamari Beti (1950)
20. Hanste Aansoo (1950)
21. Ek Thi Ladki (1949)
22. Lekh (1949)
23. Gajre (1948)
24. Mera Munna (1948)
25. Aaj Ki Raat (1948)
26. Do Dil (1947)
27. Phoolwari (1946)
28. Dost (1944)
29. Mujrim (1944)
30. Raunaq (1944)
31. Umang (1944)
32. Aage Kadam (1943)
33. Taqdeer (1943)
34. Tasveer (1943)
35. Armaan (1942)
36. Pardesi (1941)
37. Sasural (1941)
38. Achhut (1940)
39. Holi (1940)
40. Aap Ki Marzi (1939)
41. Sach Hai (1939)
42. Hum Tum Aur Woh (1938)
43. Teen Sau Din Ke Baad (1938)
44. Captain Kirti Kumar (1937)
45. Jagirdar (1937)
46. Kulvadhu (1937)
47. Kokila (1937)
48. Dilawar (1936)
49. Do Diwane (1936)
50. Jeevan Lata (1936)
51. Lagna Bandhan (1936)
52. Do Ghadi Ki Mauj (1935)
53. Dr. Madhurika (1935)
54. Silver King (1935)
55. Shaher Ka Jadoo (1934)
56. Vatan Parasta (1934)

### Diretor
- Chhoti Chhoti Baatein (1965)